# Dehdasht
Dehdasht (persiano دهدشت) è il capoluogo dello shahrestān di Kohgiluyeh, circoscrizione Centrale, nella provincia di Kohgiluyeh e Buyer Ahmad. Aveva, nel 2006, una popolazione di 49.995 abitanti.